# MK Ultra (película)
MK Ultra es una película de suspenso psicológico estadounidense de 2022 escrita y dirigida por el ex oficial de inteligencia Joseph Sorrentino. Basada en una historia real sobre el programa de experimentación humana MK Ultra llevado a cabo por la Agencia Central de Inteligencia (CIA) en la década de 1960, la película sigue al Dr. Ford Strauss (Anson Mount), un psiquiatra que se ve involucrado en un experimento gubernamental y una conspiración que involucra el uso de psicodélicos y otras sustancias que controlan la mente. Se estrenó en cines y en video bajo demanda el 7 de octubre de 2022.

## Sinopsis
A principios de la década de 1960, durante el programa secreto e ilegal de experimentación humana MK Ultra de la CIA, el Dr. Ford Strauss (Anson Mount), un psiquiatra, intenta que se aprueben las pruebas médicas de LSD; sus límites morales y científicos se llevan al límite cuando el agente de la CIA Galvin Morgan (Jason Patric) se le acerca para dirigir una subsección del programa en un hospital psiquiátrico rural de Misisipi. Mientras lleva a cabo experimentos con un drogadicto, un pirómano, una mujer transgénero y un asesino de animales, el Dr. Strauss comienza a cuestionar la ética del Agente Morgan y desentraña una conspiración incomprensible.

## Reparto
- Anson Mount como Ford Strauss
- Jaime Ray Newman como Rose Strauss
- Jason Patric como Galvin Morgan
- Alon Aboutboul como Townsend
- Jen Richards como Laura Stanley
- David Jensen como Dr. Miller
- Wanetah Walmsley como Irwin
- Jared Bankens como Gunther
- Harrison Stone como Brian Mercer
- Matt Nolan como Dwyer
- Charles Green como Kevin Mercer
- Susan McPhail como Peggy
- Cotton Yancey como Senador Mathis
- Bill Luckett como Senador Mathis
- Robert Aberdeen como The German
- Jill Renner como Shelly
- Josh Whites como Dallas Shepard
- Ted Ford como Guardia confundido
- Dalton Russell como Paciente mental
- Tony Key como Desmond
- Greg Dees como Agente del FBI
- Cameron Abel como Padre Jerry Schilling

## Producción
Anteriormente titulado Midnight Climax, MK Ultra es el tercer largometraje dirigido por Joseph Sorrentino, quien anteriormente proviene de operaciones de inteligencia. Escribió la película basada en una historia real sobre el programa ilegal de experimentación humana Proyecto MK Ultra, llevado a cabo por la Agencia Central de Inteligencia en la década de 1960. La película está producida por LB Entertainment y Ten Past Nine Productions con Suzy Bergner, Tom Rooker y Sigurjon Sighvatsson como productores ejecutivos.

## Estreno
El avance oficial se lanzó el 31 de agosto de 2022. La película se estrenó en cines y en vídeo a la carta el 7 de octubre de 2022 en los Estados Unidos a través de Cinedigm, y en todo el mundo a través de Bleiberg Entertainment.